# Lidija Franklin
Lidija Franklin (* 17. Mai 1917 in Wyschni Wolotschok, Russland als Lidija Kocers; † 5. Dezember 2019 in Caracas, Venezuela) war eine russische Tänzerin, Tanzpädagogin und Choreografin.

## Leben
Die Tochter des Letten Hugo Kocers und der Russin Ekatherina Stukolova zog im Alter von 5 Jahren mit ihrer Familie nach Lettland. Sie begann ihr Ballettstudium 1925 in der Stadt Tukums. Ebenso erhielt sie privaten Klavierunterricht.
1931 kehrte Lidija mit ihrer Familie nach Riga zurück und setzte ihr Ballettstudium an der lettischen Nationaloper fort, wo sie fünf Jahre lang blieb. In Riga entschied sie sich, ihre Tanzkenntnisse zu erweitern und ging in die Schule der Lehrerin Beatriz Vigners, wo sie den sogenannten Plastic Dance oder Artistic (inspiriert durch Isadora Duncan) lernte. In dieser Schule erhielt sie fünf Jahre lang Kurse in Ästhetik, Geschichte und Psychologie der Pädagogik, lettische Volkstänze, Charaktertänze, spanische Tänze mit Kastagnetten, Akrobatik, Technik und Komposition von künstlerischen Tänzen und klassisches und rhythmisches Training.
Auf Vorschlag der Lehrerin Vigners reiste sie 1937 nach Totnes und bewarb sich an der Jooss-Leeder-School of Dance. Sie wurde angenommen und erhielt ein Stipendium. Dort studierte sie zwei Jahre lang; 1939 wurde sie als Solotänzerin Teil der Ballettkompanie Jooss.

### ballets Jooss
Mit dem ballets Jooss erhielt Kocers die Möglichkeit, als Solistin in berühmten Choreographien wie z. B. Der Grüne Tisch aufzutreten.
Zwischen 1940 und 1941 unternahmen sie eine lange Tournee durch die Vereinigten Staaten, Argentinien, Chile, Uruguay, Ecuador, Peru, Kolumbien, Kuba, Brasilien und Venezuela. Als sie 1941 in Venezuela im Teatro Municipal de Caracas auftraten, hatten sie nicht den gleichen Empfang wie beim Rest der Tour. Diese Aufführung wurde von nur 4 Personen besucht (darunter Gustavo Franklin, der ein Jahr später ihr Mann werden sollte), so dass sie beschlossen, die zweite Aufführung zu verschieben. Sie blieben dennoch 3 Monate in Venezuela, da es für einige Mitglieder der Ballettkompanie schwierig war, das amerikanische Visum zu erhalten.
Nachdem das Visaproblem gegen Ende 1941 gelöst war, reiste die Ballettkompanie nach New York City, wo sie ihre letzte Aufführung hatten. Die renommierte Choreographin Agnes de Mille sah diese Aufführung, war fasziniert von der Arbeit und der künstlerischen Interpretation von Lidija Kocers, und wollte mit ihr zusammen arbeiten.

### Agnes de Mille
1942 heiratete Lidija Kocers in New York City den venezolanischen Designer Gustavo Franklin und übernahm von da an seinen Nachnamen. Im selben Jahr begann Lidija Franklin als Solistin in den Choreographien Bloomer Girl und Brigadoon von Agnes de Mille zu arbeiten. Später gründete De Mille ihre eigene Kompanie Agnes De Mille Dance Theatre, an der Lidija als Solistin und Solotänzerin teilnahm. Später arbeitete Lidija Franklin als Assistentin in den verschiedenen Produktionen, die Agnes de Mille für das American Ballet Theatre drehte. Im letzten Jahr führte Lidija mit Agnes De Mille auch Choreographien von John Butler für Kate Smiths Fernsehsendung in New York auf.

### Venezuela
Mitte 1957 ließ sich Lidija Franklin mit ihrem Mann in Venezuela nieder. Die Tanzatmosphäre auf dem Land war nicht das, was sie erwartet hatte. Damals beschloss die Lehrerin Nena Coronil, die Escuela Nacional de Ballet zu schließen und kontaktierte Gustavo Franklin, um das Studio seiner Frau, der neu angekommenen russischen Tänzerin, zur Verfügung zu stellen.
Im September desselben Jahres öffneten Lidija Franklin und ihr Mann die Türen der Ballet-Arte-Schule, bis sie Anfang 1974 wegen des Verkaufs der Liegenschaft aufgeben mussten. An dieser Schule haben u. a. herausragende Persönlichkeiten wie Vicente Abad, Isabel Llull, Yolanda Machado, Gaudio Vacaccio, Elsa Recagno, Eloisa García, Graciela Díaz, Maryorie Estévez und Anita Le Bleis studiert. 1967 beschloss Lidija Franklin mit Unterstützung ihres Mannes, in der Stadt Caracas eine kostenlose Ballettschule zu gründen, die parallel zu ihrer privaten Akademie laufen sollte und es allen Kindern mit Tanzbegabung ermöglichen sollte, in dieser Kunst Fuß zu fassen, unabhängig von ihrer sozialen Situation. So eröffneten sie 1968 die Städtische Ballettschule (die 1985 den Namen Ballet-Arte-Schule erhielt) mit dem einzigen Ziel, weiterhin Fachleute für klassischen Tanz im Land auszubilden.
Franklin wurde 102 Jahre alt.